# 30705 Idaios
30705 Idaios este o planetă minoră (asteroid), cu un diametru de 44,546 km, din Asteroid troian al lui Jupiter. A fost descoperită pe 16 octombrie 1977 la Observatorul Palomar de Cornelis Johannes van Houten și a fost numită după Meanings of minor planet names: 30001–31000⁠(d). 
Obiectul prezintă o orbită caracterizată de o semiaxă mare de 5,2030467 UAi, o excentricitate de 0,059, o înclinație de 19,74827 ° în raport cu ecliptica.